# Cand.scient.
Cand.scient. (engelsk: MSc (Master of Science)) er den akademiske titel, man får, når man har gennemført kandidatuddannelse indenfor bestemte naturvidenskabelige, sundhedsvidenskabelige samt samfundsvidenskabelige kandidatuddannelser ved et dansk universitet.
Titlen "cand.scient" kan udvides med adm./anth./bibl./cons/med./oecon/pol./hum.biol./san.publ./eng. og soc, tech samt techn. (i hhv. administration, antropologi, biblioteks- og informationsvidenskab, konservering og restaurering, biomedicinsk teknik, matematik-økonomi, statskundskab, folkesundhedsvidenskab og sociologi samt teknologi.) 
Cand.scient. betyder Candidatus scientiarum for mænd og Candidata scientiarum for kvinder.